# Trematode
Trematodele (Trematoda) este o clasă de viermi plați, endoparaziți ai altor animale (inclusiv și ai omului). Corpul trematodelor este foliform, aplatizat dorso-ventral, de la 1 mm până la 1,5 m lungime. Majoritatea sunt hermafrodiți, însă sunt și forme care manifestă reproducere partenogenetică la unele stadii larvare. Dezvoltarea are loc cu schimb de gazdă și alternarea generațiilor. Ouăle fecundate nimeresc (împreună cu excrementele gazdei definitive) în mediul extern, sol sau apă. Din ou se dezvoltă miracidiul - embrionul care continuă creșterea în corpul gazdei intermediare (moluscă, crustaceu). Apoi se succed câteva stadii larvare: sporocist, redie și circariu. Untilu nimerește cu hrana sau apa în corpul gazdei definitive.